# Ger Harings
Gerard Harings dit Ger Harings, né le 25 mai 1948 à Scheulder, est un coureur cycliste néerlandais, professionnel de 1969 à 1976. 
Durant sa carrière, il a gagné trois étapes du Tour d'Espagne, une en 1971 et deux en 1972. Son frère Huub est aussi coureur cycliste.
Ses frères Huub et Jan et son neveu Peter ont également été cyclistes professionnels.

## Palmarès

### Palmarès amateur
- 1966
  -  Champion des Pays-Bas sur route juniors
- 1967
  -  Champion des Pays-Bas sur route amateurs
  - 6e du championnat du monde sur route amateurs
- 1969
  - 2e du Tour de Gueldre
- 1970
  - Delta Profronde

### Palmarès professionnel
- 1971
  - 1re étape du Tour d'Espagne
- 1972
  - 4e et 9e étapes du Tour d'Espagne
  - Prologue du Tour de Suisse (contre-la-montre par équipes)
  - 3e de la Flèche des polders

## Résultats sur les grands tours

### Tour d'Espagne
3 participations 
- 1971 : abandon (4e étape), vainqueur de la 1re étape
- 1972 : 52e, vainqueur des 4e et 19e étapes
- 1976 : abandon (3e étape)

### Tour de France
2 participations
- 1971 : 82e
- 1972 : abandon (11e étape)